# Pombo-de-garganta-branca
Pombo-de-garganta-branca ou pombo-metálico (nome científico: Columba vitiensis) é uma espécie de ave pertencente à família dos columbídeos.
Ocorre em florestas tropicais do leste da Indonésia, Filipinas, Nova Guiné, Ilhas Salomão, Fiji, Nova Caledônia, Samoa e em ilhas do sudoeste do Pacífico.